# Heinrich Wilhelm Siedentopf
Heinrich Wilhelm Siedentopf (* 11. August 1901 in Magdeburg; † 12. Juni 1986 in Düsseldorf) war ein deutscher Gynäkologe.

## Leben
Siedentopf war ein Sohn des  Sanitätsrates und  Frauenarztes Heinrich Friedrich Emil Siedentopf (1866–1937) und der  Autorin Marie Charlotte Siedentopf (1879–1968).
Er studierte an der  Rheinischen Friedrich-Wilhelms-Universität Medizin und wurde 1920 im Corps Teutonia Bonn aktiv. Als Inaktiver wechselte er an die Georg-August-Universität Göttingen, die Universität Rostock und die Friedrichs-Universität Halle. 1926 wurde er in Halle zum Dr. med. promoviert. 1931 habilitierte er sich. Im selben Jahr ging er als Privatdozent für Gynäkologie und Geburtshilfe an die Universität Leipzig. Als Oberarzt der Frauenklinik der Universität Leipzig war Siedentopf an Zwangssterilisationen beteiligt, die zur Durchsetzung der nationalsozialistischen „Rassenhygiene“ 1933 im „Gesetz zur Verhütung erbkranken Nachwuchses“ legitimiert worden waren. 1932 war er Austauschdozent an der University of Chicago. 1938 wurde er in Leipzig a.o. Professor. Nach dem Zweiten Weltkrieg wurde er 1945 Chefarzt der Frauenklinik Münster in Bad Salzuflen. 1956 erfolgte die Umhabilitation an die Westfälische Wilhelms-Universität. Bis 1971 leitete er die Frauenklinik in Bad Oeynhausen. 
Das Münsteraner Corps Rheno-Guestphalia, das 1956 die Tradition seines Bonner Corps übernommen hatte, verlieh ihm 1957 das Band.
1969 wurde er von Wilhelm Karl Prinz von Preußen zum Rechtsritter des Johanniterordens geschlagen. Aufnahme in die Kongregation als Ehrenritter fand Siedentopf 1959. Er war dort in der Provinzialgenossenschaft Westfalen organisiert.
Er war verheiratet mit Marie-Louise geb. von Bodecker (1914–2006), Tochter der westpreußischen Gutsbesitzerin Waltraud Fischer von Mollard (1893–1916) zu Schloss Gora und des Oberleutnants im Dragoner-Regiment Nr. 12, Hans von Bodecker (1886–1914). Die Hochzeit fand 1935 im mecklenburgischen Biendorf statt. Aus der Ehe stammen drei Söhne, alle drei auch Mitglieder im Johanniterorden, darunter den Rechtswissenschaftler Heinrich Siedentopf.

## Mitgliedschaften
- Nationalsozialistischer Deutscher Dozentenbund
- Nationalsozialistischer Deutscher Ärztebund
- Nationalsozialistische Deutsche Arbeiterpartei (1933)
- Sturmabteilung (1933)